# Чурч-Ірзу
Чурч-Ірзу (рос. Чурч-Ирзу) — село у Ножай-Юртовському районі Чечні Російської Федерації.
Населення становить 1061 особу. Входить до складу муніципального утворення Ножай-Юртовське сільське поселення.

## Історія
Згідно із законом від 20 лютого 2009 року органом місцевого самоврядування є Ножай-Юртовське сільське поселення.

## Населення
| 1990 | 2002 | 2010  |
| ---- | ---- | ----- |
| 939  | ↘900 | ↗1061 |